# أرانتشا غونثاليث لايا
ماريا أرانتساتسو أرانتشا غونثاليث لايا (بالإسبانية: María Aránzazu «Arancha» González Laya)، (ولدت في سان سيباستيان في 22 مايو 1969) قانونية واقتصادية وسياسية إسبانية. هي وزيرة خارجية إسبانيا في حكومة بيدرو سانشيث منذ 13 يناير 2020. شغلت، بين 2013 و 2020، منصب المديرة التنفيذية لمركز التجارة الدولية التابع للأمم المتحدة.
عينت أرانتشا غونثاليث كوزيرة خارجية في يناير 2020 وهي بدون انتماء سياسي، كوزيرة تقنوقراطية، وهي سابقة في تاريخ الديمقراطية الإسبانية، وقوبل اختيارها من طرف بيدرو سانشيث بمباركة من اليمين المعارض.

## حياتها
ولدت أرانتشا في سان سيباستيان وطفولتها طفولتها بين مسقط رأسها ومدينة تولوسا في مقاطعة غيبوثكوا.
درست القانون في جامعة نافارا حيث حصلت على شهادة الإجازة في القانون ثم تابعت دراستها في جامعة كارلوس الثالث في مدريد، حيث نالت شهادة الماستر في القانون الأوروبي.
تتكلم أرانتشا غونثاليث ست لغات: الباسكية والإسبانية والإنجليزية والألمانية والإيطالية. هي غير متزوجة وليس لها أبناء.
بدأت مسيرتها المهنية في القطاع الخاص كمحامية في مكتب المحاماة الألماني بروكهاوس فيستريك ستيغيمان في بروكسل، حيث عملت في خدمات الاستشارة للشركات، المرتبطة بقوانين المنافسة والتجارة والدعم العمومي.

### المفوضية الأوروبية
عملت بين 2002 و 2005 كناطقة رسمية في التجارة للمفوضية الأوروبية وكمساعدة للمفوض الأوروبي للتجارة. اشتغلت داخل المفوضية الأوروبية على ملفات التجارة الخارجية والعلاقات الاقتصادية الدولية وكانت عضوة في فرق عمل مفاوضات الاتفاقيات التجارية مع ميركوسور وإيران ومجلس التعاون الخليجي ودول البلقان ودول جنوب البحر المتوسط. اشتغلت أيضا في ملفات دعم وصول الدول النامية للاسواق الأوروبية.

### المنظمة العالمية للتجارة
بين 2005 و 2013، اشتغلت ارانتشا كمديرة لديوان المدير العام لمنظمة التجارة العالمية، باسكال لامي. اشتغلت كثيرا على ملفات إرساء إطار تجاري عالمي دامج للاقتصادات السائرة في طريق النمو. بين 2008 و 2013، حضرت قمم مجموعة العشرين كممثلة للمدير العام للمنظمة.